# Episema didymogramma
Episema didymogramma là một loài bướm đêm trong họ Noctuidae.